# Itaboraidelphys
Itaboraidelphys camposi es una especie extinta de marsupial didelfimorfo de la familia Sternbergiidae.
El género debe su nombre a que los hallazgos fósiles de este animal del Paleoceno Medio fueron hallados en Itaboraí (Brasil).